# Liste der Naturdenkmale in Winsen (Aller)
Die Liste der Naturdenkmale in Winsen (Aller) nennt die Naturdenkmale in Winsen (Aller) im Landkreis Celle in Niedersachsen.

## Naturdenkmale
| Bild            | Bezeichnung                                     | Ort, Lage                                                      | Beschreibung | Schutzzweck | Nummer      |
| --------------- | ----------------------------------------------- | -------------------------------------------------------------- | ------------ | ----------- | ----------- |
| BW              | Eiche                                           | Wolthausen Mühlenboy (52° 41′ 36,7″ N, 9° 59′ 6,8″ O)          |              |             | ND CE 00055 |
| BW              | Urwüchsige Hecke mit durchwachsenem Baumbestand | Südwinsen Südwinser Kirchweg (52° 40′ 4,8″ N, 9° 54′ 56,9″ O)  |              |             | ND CE 00089 |
| Fotos hochladen | Eiche                                           | Südwinsen Oldauer Weg (52° 40′ 11,6″ N, 9° 54′ 50,8″ O)        |              |             | ND CE 00090 |
| Fotos hochladen | Eiche                                           | Südwinsen Kuhtrift 1 (52° 40′ 16,9″ N, 9° 54′ 21,4″ O)         |              |             | ND CE 00126 |
| BW              | Schirmkiefer                                    | Meißendorf östlich des Ortes. (52° 43′ 42,8″ N, 9° 52′ 8,9″ O) |              |             | ND CE 00127 |